# Stadio Traktar
Lo stadio Traktar è uno stadio di calcio situato a Minsk, in Bielorussia. Ha una capienza di 16.500 posti e ospita le partite in casa della Partyzan Minsk.